# Dyseuaresta fuscoapicalis
Dyseuaresta fuscoapicalis är en tvåvingeart som beskrevs av Erich Martin Hering 1942. Dyseuaresta fuscoapicalis ingår i släktet Dyseuaresta och familjen borrflugor. Inga underarter finns listade i Catalogue of Life.